# Kızılca, Bozyazı
Kızılca là một xã thuộc huyện Bozyazı, tỉnh Mersin, Thổ Nhĩ Kỳ. Dân số thời điểm năm 2011 là 222 người.